# منجمه نیشابوری
بی‌بی منجّمه یا منجمه نیشابوری، بانوی اخترشناس و ریاضیدان ایرانی در سده هفتم هجری قمری بود.

## زندگی
پدر منجمه، کمال‌الدین سمنانی، رئیس شافعیان نیشابور و مادرش -نوادهٔ محمد بن یحیی، فقیه معروف خراسان بود. تاریخ نگاران بر این باورند که وی از ابتدای جوانی بر احکام نجوم تسلط داشته‌است.
او بر دانش نجوم تخصص داشت ازین روی جلال الدین خوارزمشاه او را به دربارش فراخواند. منجمه پس از مدتی ستاره‌شناس مورد اعتماد جلال الدین خوارزمشاه شد. دیگر منجمه و مجدالدین محمد، شوهرش، منشی دربار خوارزمشاهی, جزء درباریان جلال الدین خوارزمشاه به‌شمار می‌آمدند. به سبب اهمیتی که خوارزمشاهیان برای احکام نجومی قائل بودند در بیشتر مشورت‌ها دربارهٔ موضوعاتی که در آن روزگار به علم نجوم مربوط می‌دانسته‌اند، منجمه نیشابوری، جلال‌الدین را راهنمایی می‌کرد.
پس از ناکامی‌های پی در پی جلال‌الدین و پایان گرفتن کار او، بی‌بی و خانواده‌اش به دمشق رفتند و به دربار سلطان ایوبی راه یافتند. سلطان ایوبی، آنها را به گرمی پذیرا شد و احترام بسیار کرد. چون علاءالدین از حضور بی‌بی منجمه در دربار الملک الاشرف، اطلاع یافت قاصدی فرستاد و از سلطان ایوبی درخواست کرد تا رخصت دهد که بی‌بی و خانواده‌اش به قونیه بروند. هنگامی که بی‌بی در جنگ میان علاءالدین و الملک الاشرف به درستی پیش‌بینی کرد که در روز و ساعتی خاص سپاهیان سلجوقی بر دشمن پیروز خواهند شد اعتقاد و ارادت سلطان به بی‌بی بیشتر شد و در جهت برآورده ساختن آرزوی وی بالاترین منصب دیوانی یعنی ریاست دارالانشای دربار را به همسرش سپرد و او را لقب امیری بخشید. از آن پس مجدالدین از مقربان خاص دربار شد و پیوسته در سفر و حضر همراه سلطان بود. بی‌بی در سال ۶۷۹ قمری درگذشت.